# El Rosal (ort i Colombia, Cundinamarca, lat 4,85, long -74,26)
El Rosal är en ort i Colombia.   Den ligger i departementet Cundinamarca, i den centrala delen av landet, 30 km nordväst om huvudstaden Bogotá. El Rosal ligger 2 612 meter över havet och antalet invånare är 5 552.
Terrängen runt El Rosal är varierad. Runt El Rosal är det ganska tätbefolkat, med 96 invånare per kvadratkilometer. Närmaste större samhälle är Facatativá, 11,3 km väster om El Rosal. Omgivningarna runt El Rosal är en mosaik av jordbruksmark och naturlig växtlighet.